# 花塚山
花塚山（はなづかやま）は、福島県伊達郡川俣町と相馬郡飯舘村の境にある山である。富士山が見える北限である。

## 概要
標高918.5m、阿武隈高地に属する。うつくしま百名山のひとつ。
川俣町、飯舘村の最高峰である。北は福島県道12号原町川俣線の水境峠から南の笹峠まで山稜が連なり、その中央に位置する。山の西側には尾根に沿って2車線舗装路の花塚林道が南北に通る。
川俣町の飯坂、小綱木地区と、飯舘村の飯樋地区からの登山道がある。
西麓の花塚の里には、山の名前の由来となった放鹿神社が鎮座する。
計算上は花塚山から富士山が見えるとされていたが、花塚山の南側に位置する日山や麓山（または羽山）と異なり、写真などによる公式な記録が殆どされていなかった。このため地元の登山愛好家3人が7年がかりで富士山の撮影に挑戦した結果、2011年12月から2016年11月にかけて3枚の富士山の写真を撮影し、2017年1月16日に日本地図センターから正式に富士山頂を撮影したと認定された。富士山からの距離は308キロメートルである。位置関係や他の山々の標高などから、花塚山以北での富士山の撮影は不可能とみられている。

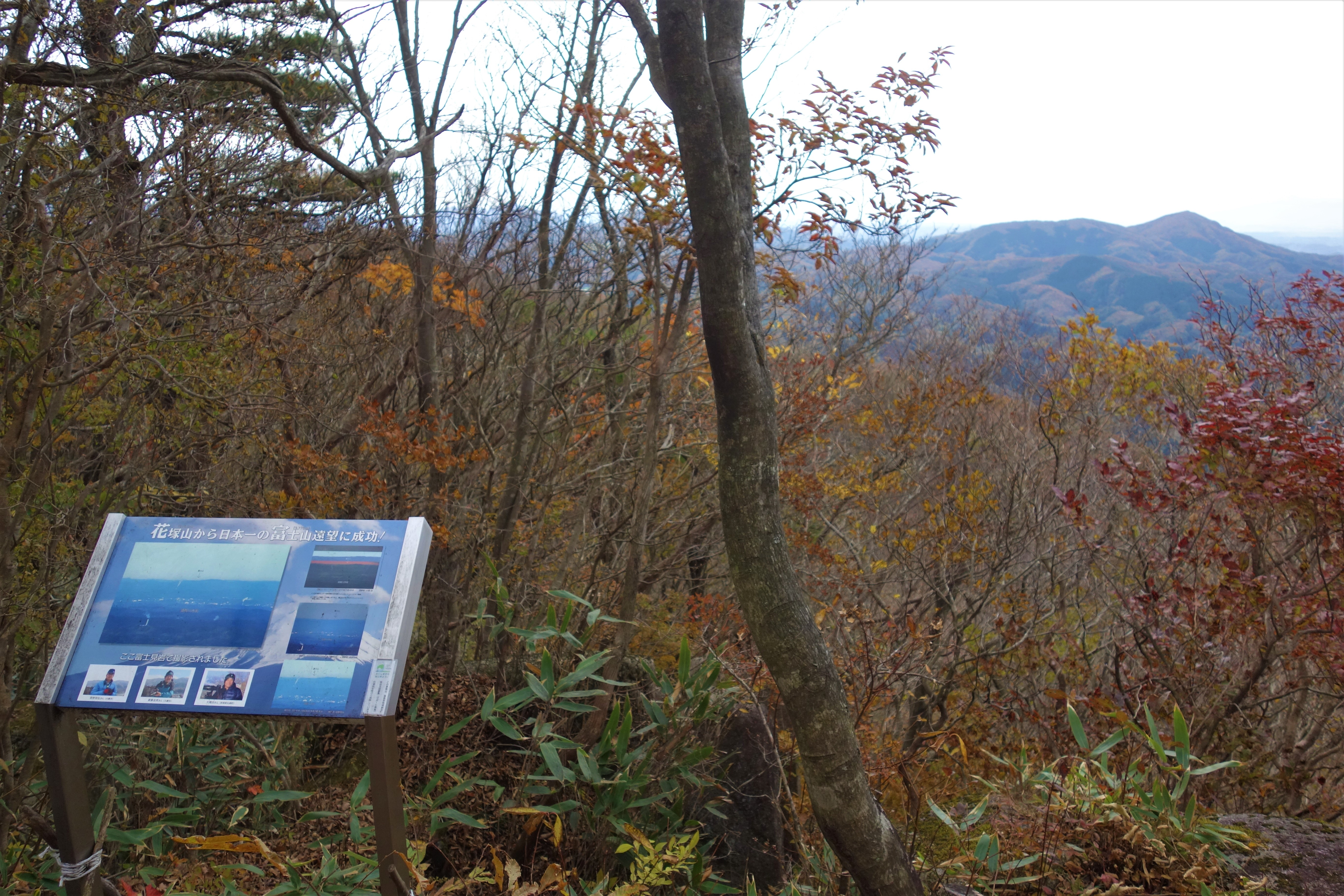
山頂直下の富士見岩
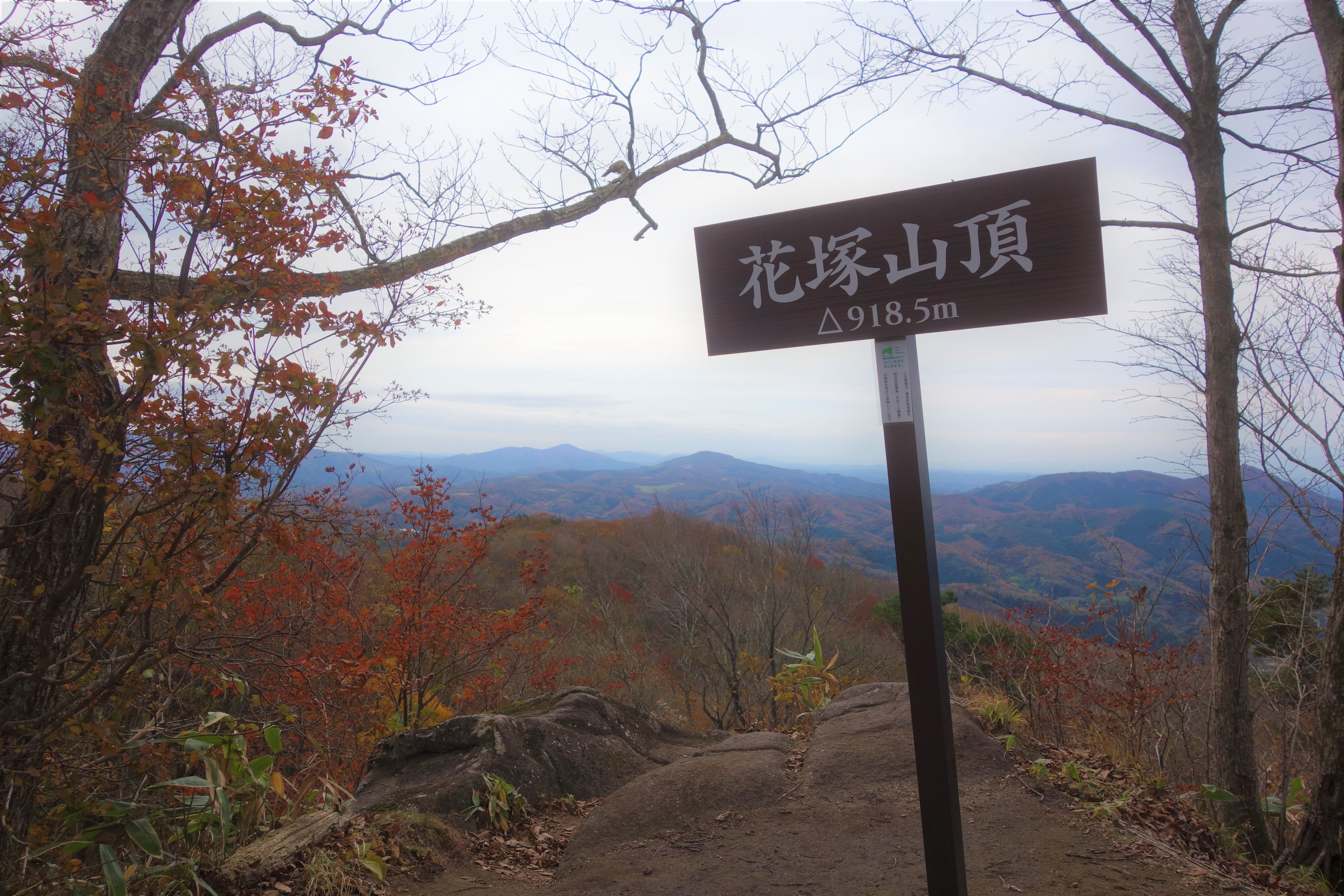
花塚山からの麓山
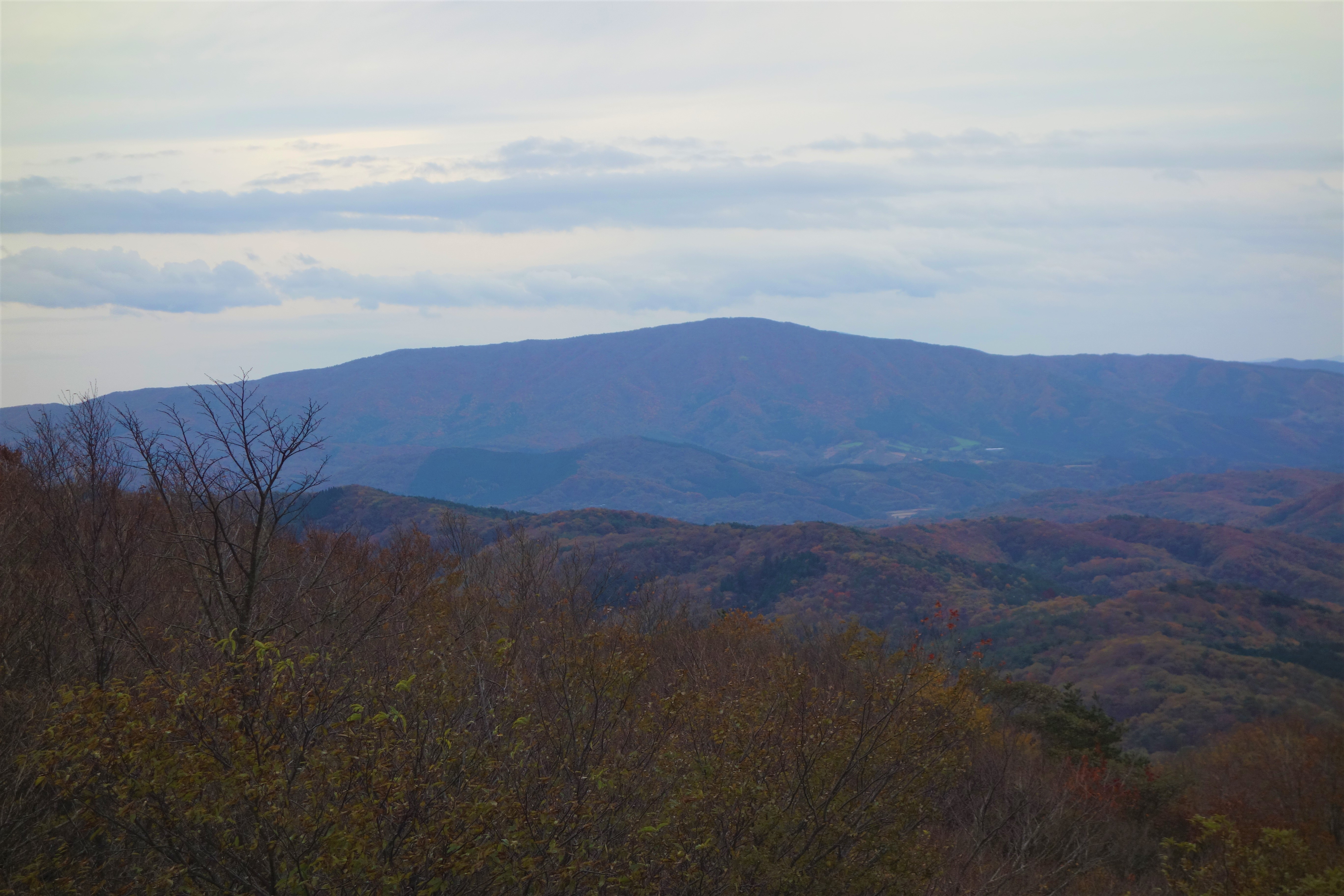
花塚山からの日山
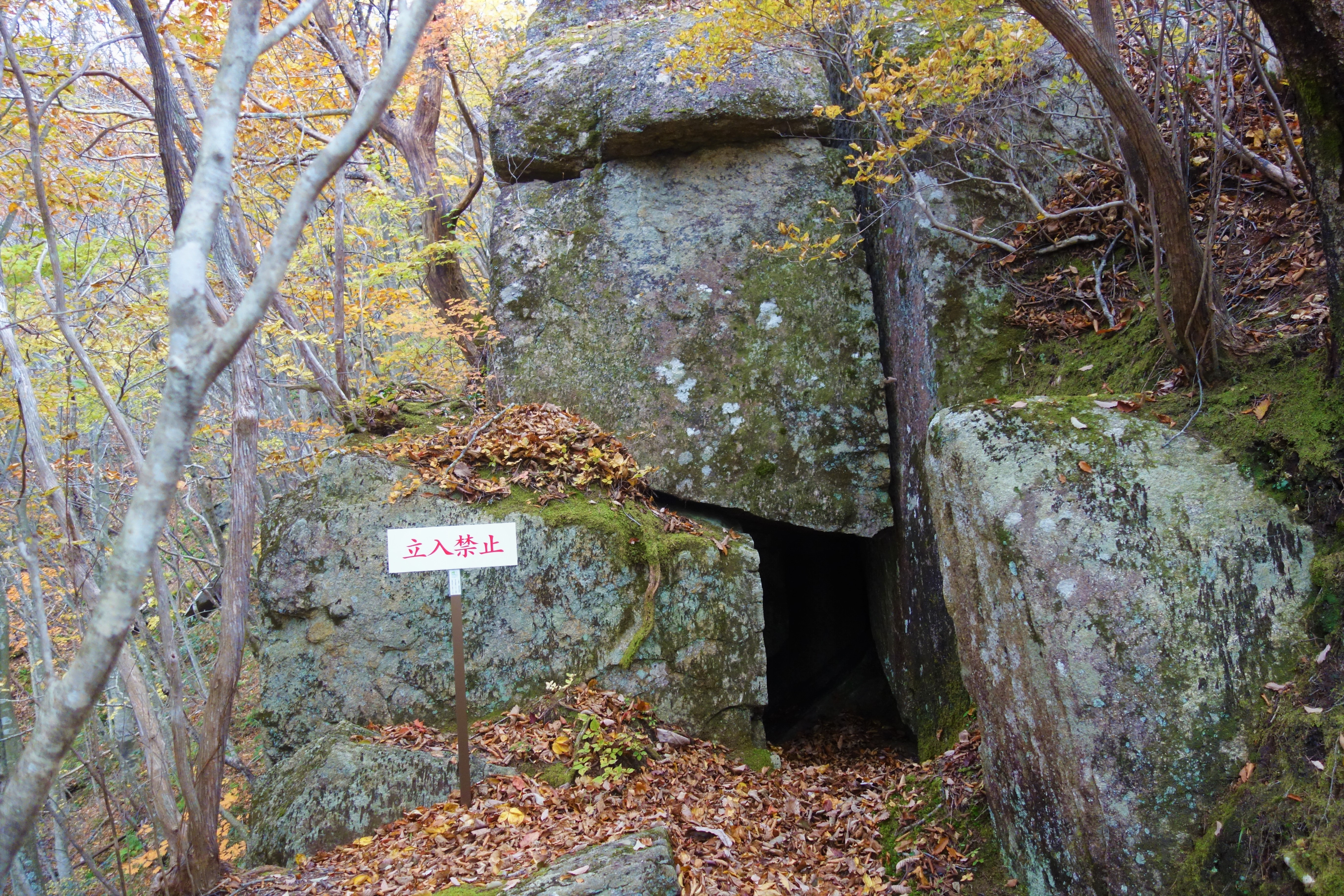
中央御室岩
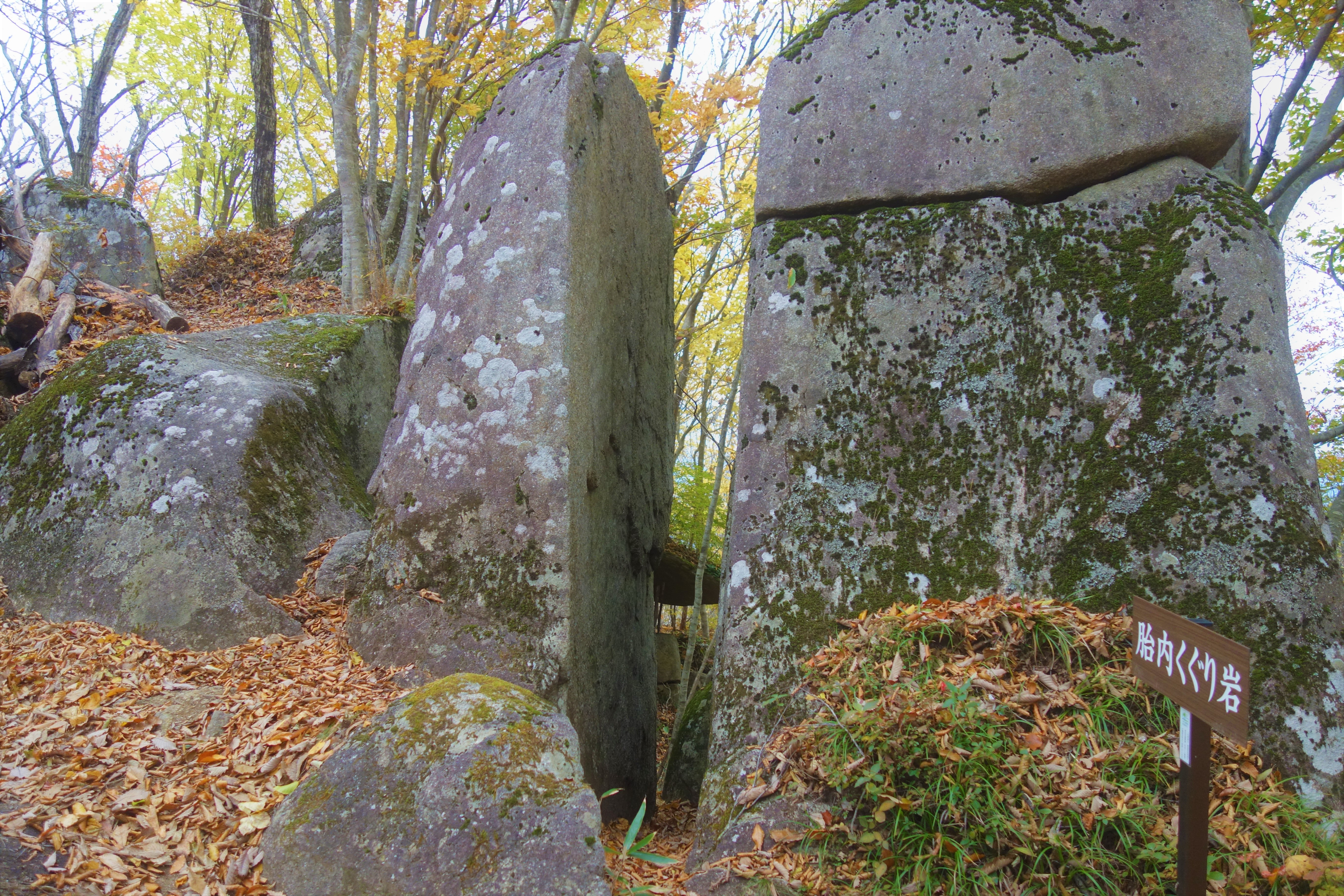
胎内くぐり
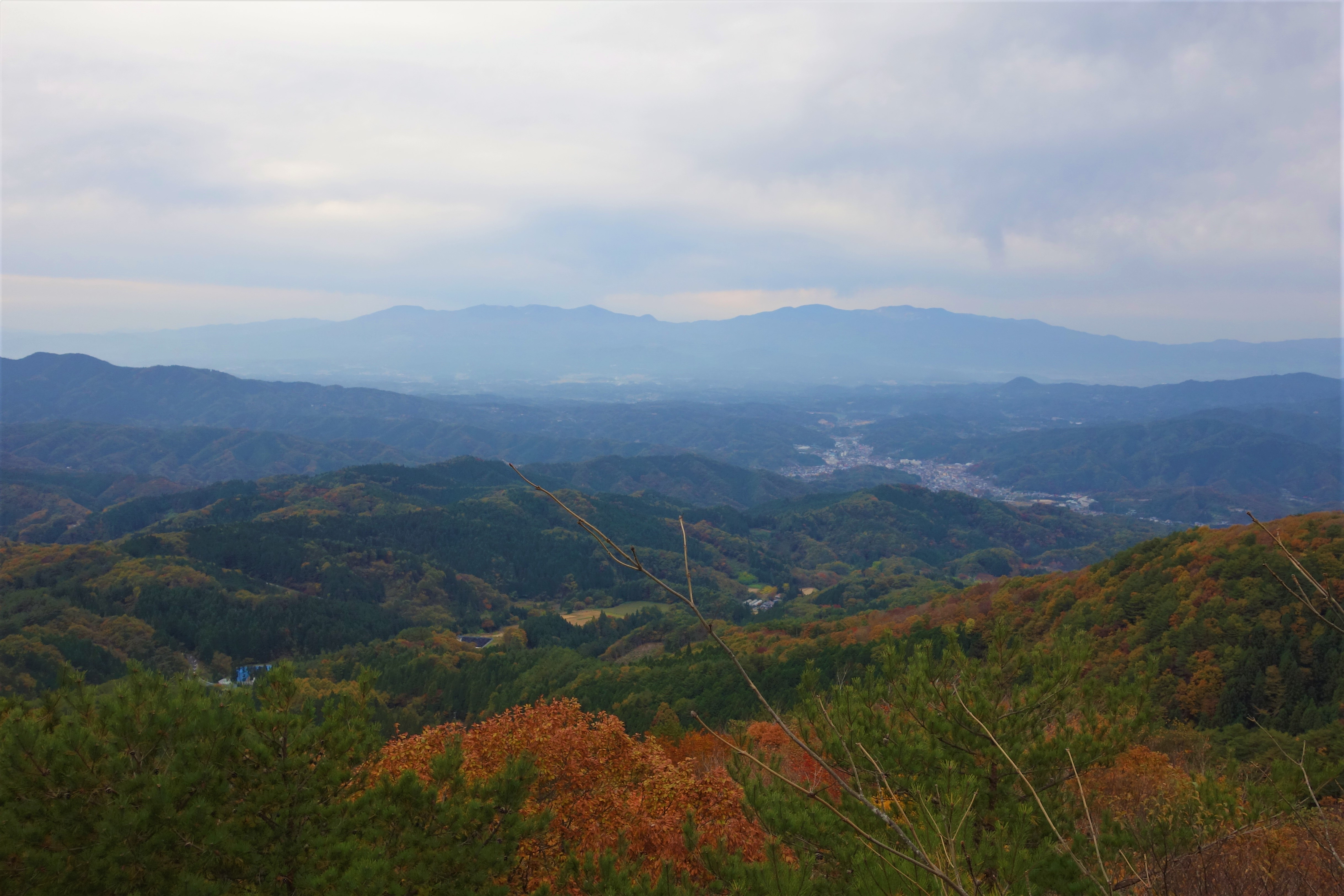
展望台から安達太良山と吾妻連峰
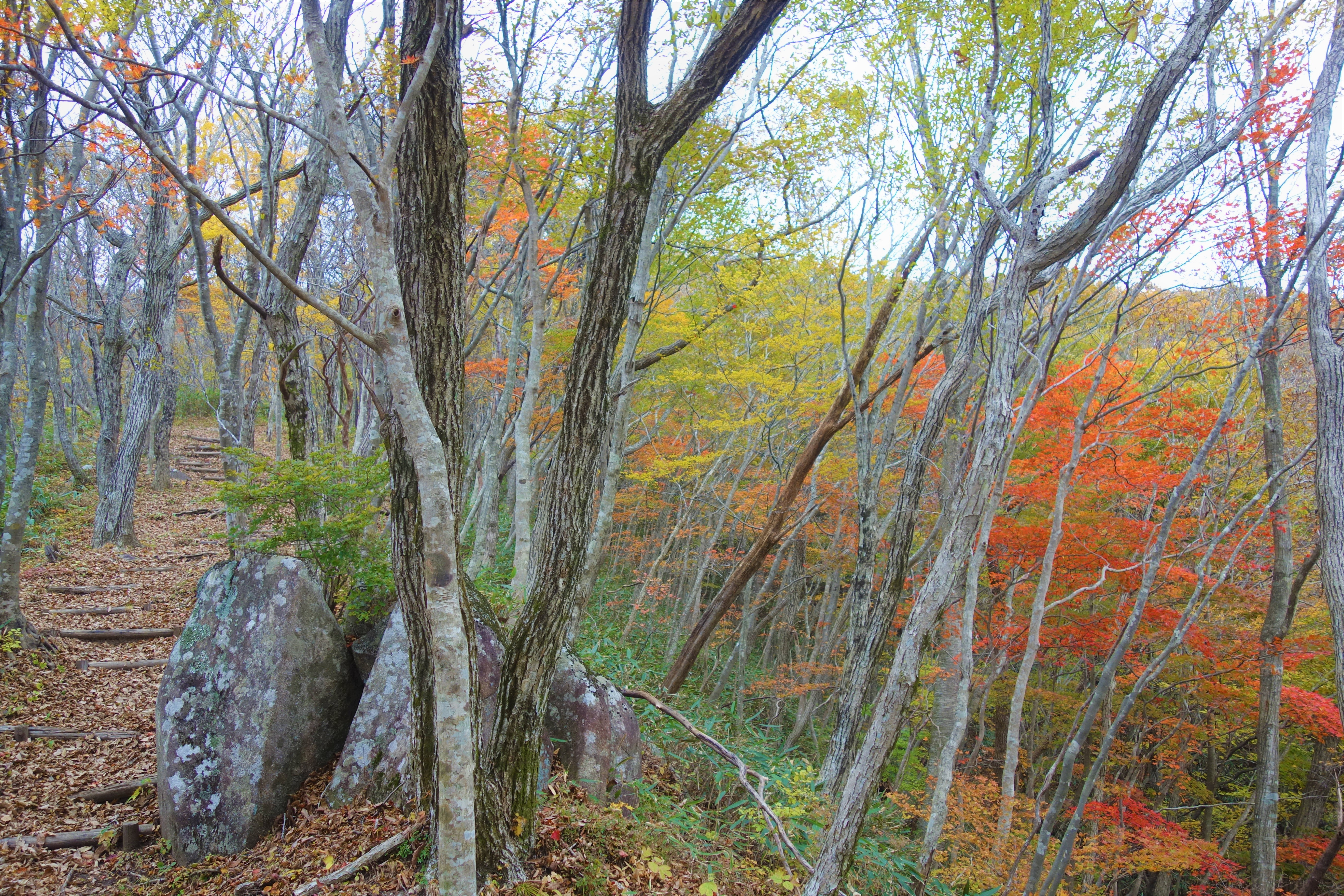
花塚山の紅葉
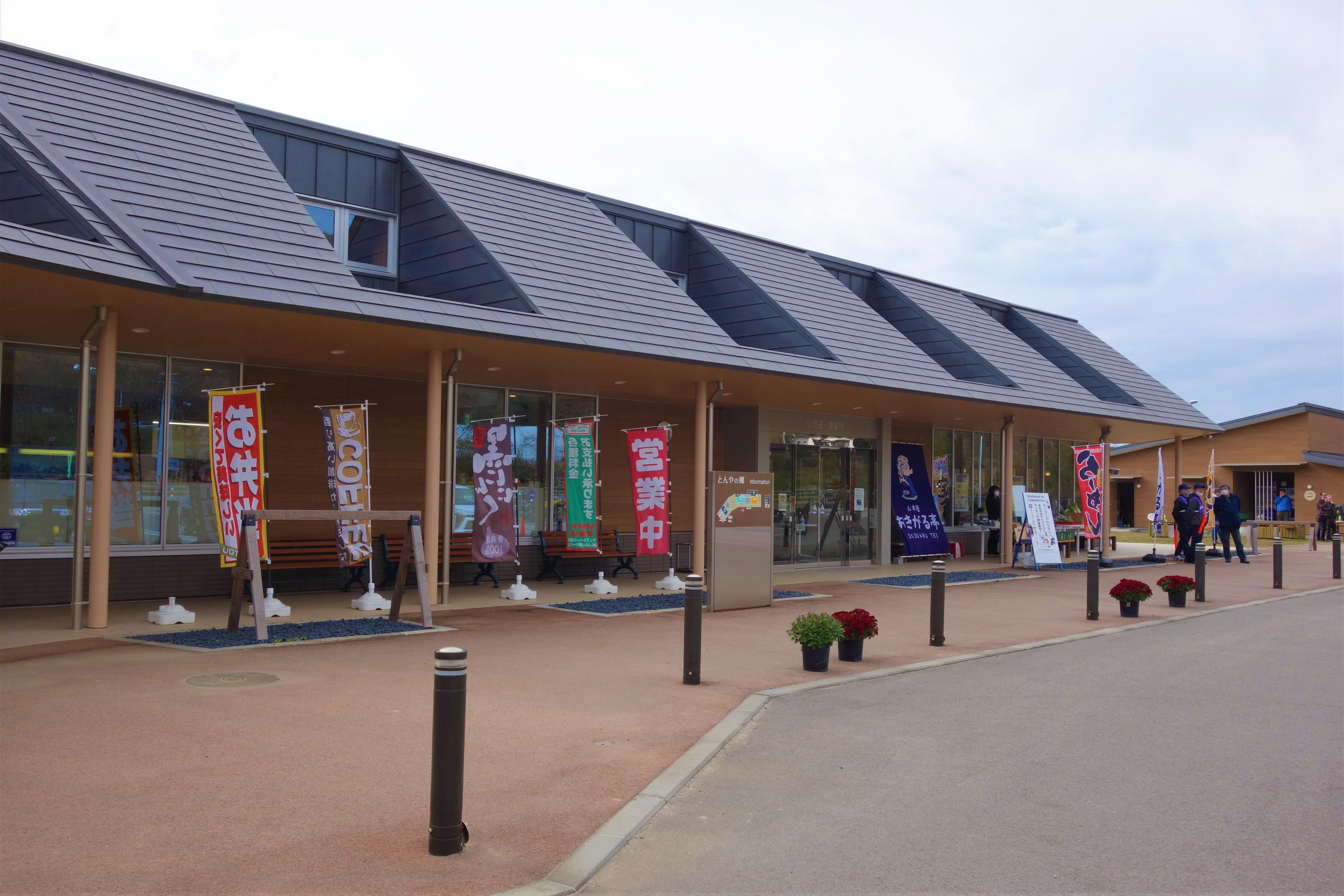
登山口に近いとんやの郷

## 周辺
- 峠の森自然公園
- ちびっこ天国花塚の里
- 岩部ダム
- ニュートラックいいたて